# Liste der Monuments historiques in Ernestviller
Die Liste der Monuments historiques in Ernestviller führt die Monuments historiques in der französischen Gemeinde Ernestviller auf.

## Liste der Bauwerke
| Bezeichnung                        | Beschreibung                        | Standort                                  | Kennzeichnung | Schutzstatus | Datum | Bild           |
| ---------------------------------- | ----------------------------------- | ----------------------------------------- | ------------- | ------------ | ----- | -------------- |
| Kirche Notre-Dame-de-la-Visitation | Chor und Kirchturm, 13. Jahrhundert | Heckenransbach, Rue de la Chapelle (Lage) | PA00106758    | Classé       | 1930  | weitere Bilder |